# Ophisternon aenigmaticum
Ophisternon aenigmaticum, llamado anguila de lodo/pantano, anguila obscura de pantano o falsa anguila de lodo es una especies neotropical de anguila del género Ophisternon perteneciente a la familia Synbranchidae que habita en aguas dulces y salobres en Centroamérica y norte de América del Sur.

## Identificación
Estas anguilas forman un orden aparte (Synbranchiformes) al de las así llamadas "anguilas verdaderas" con especies como la anguila americana (Anguilla rostrata) del orden Anguilliformes, aunque poseen características similares al cuerpo de éstas. La regla en este grupo es la reducción de las aletas, estando las aletas dorsal y anal en pliegues sin radios, y la aleta caudal está reducida; las aletas pélvicas están ausentes mientras que las aletas pectorales están presentes alrededor de dos semanas en su fase larval, tiempo durante el cual, les sirven como abanico para dirigir el oxígeno de la superficie del agua hacia su delgada y altamente vascularizada piel, lo que permite mejorar el flujo de oxígeno hacia la sangre de los vasos cutáneos, pudiendo respirar aire por la alta vascularización de su boca y faringe. Las escamas son ausentes y los ojos son pequeños o vestigiales.  La apertura branquial se encuentra unida en una sola unidad que se encuentra debajo la cabeza en forma de media luna, libre del istmo y que ocupa un 33-50% de la superficie cefálica ventral, contando con seis a siete radios branquiostegos; esta característica hizo bautizar a la familia como Synbranchidae, que significa "agallas fusionadas". Posee 114-137 vértebras y no posee costillas ni vejiga natatoria. La región abdominal perianal es más larga que la caudal representando 27-33% de la longitud total; diámetro ocular 12-14% longitud cefálica (LC); longitud cefálica 10-13% de longitud patrón (LP); hocico 12-18% LC. Posee dos pares de fosas nasales, las primeras al borde del labio superior y las segundas entre los ojos. Dientes palatinos en una sola banda. Cuerpo pardo obscuro en ocasiones con manchas marmóreas en los costados inferiores. Es la mayor especie de la familia alcanzando 1 metro de LP.

## Distribución y hábitat
Esta especie ha sido reportada en México, Cuba, Guatemala, Costa Rica y el norte de América del Sur, habitando los fondos rocosos, limosos o con vegetación en pantanos, manglares, lagunas estacionales y permanentes, cenotes, arroyos y ríos caudalosos.

## Reproducción
El macho cava un orificio en el lodo donde la hembra coloca los huevos que miden entre 3.3 mm a 4.6 mm o en depresiones del fondo; estos huevos son relativamente grandes. Son considerados hermafroditas secuenciales (protogínicos) siendo primero hembras y después cambian a machos sin cambiar mucho en su constitución externa.

## Ecología
Se le encuentra en cuerpos de agua tanto desde pantanos hasta aguas con corriente permanente, pudiendo vivir en aguas con bajo nivel de oxígeno disuelto gracias a su capacidad de respirar aire. Esta adaptación les permite realizar durante la temporada húmeda excursiones anfibias empleando su cuerpo con movimientos similares a los de una serpiente. Logran cazar a sus presas gracias a un muy bien desarrollado sentido del olfato, siendo estas caracoles, crustáceos, anélidos y peces. Durante la temporada seca pueden invernar en agujeros en el lodo que ellos mismos hacen empleando sus cuerpos para ello mediante un movimiento similar al de un sacacorchos; en laboratorio se ha encontrado que los synbranchidos pueden sobrevivir nueve meses invernando en sus agujeros de lodo. Su alargada vejiga natatoria puede servir para la retención de agua durante su invernación.